# مرغان توفان شمالی
مرغان توفان شمالی پرندگانی دریایی از تیره Hydrobatidae (مرغان توفان)، بخشی از راسته کبوتردریایی‌سانان، هستند. این کوچکترین پرندگان دریایی از سخت‌پوستان، پلانکتون، و ماهی‌های کوچکی که در سطح آب شنا می‌کنند، تغذیه می‌کنند. پرواز این پرندگان به شکل بال‌بال زدن است و گاه همچون خفاش پرواز می‌کنند.
مرغ‌های توفان شمالی گستره‌ای جهانی دارند و در همه اقیانوس‌های جهان یافت می‌شوند. آن‌ها تنها در مناطق لجه‌ای یافت می‌شوند و مشخصاٌ برای تخم‌گذاری به روی خشکی می‌آیند. از رفتار و گسترهٔ بیشتر گونه‌ای این پرندگان در آب اطلاع چندانی در دست نیست چرا که یافتنشان درون اقیانوس‌ها سخت است. آن‌ها به صورت گروهی تخم‌گذاری می‌کنند و زوج‌ها برای مدت‌های طولانی با یک جفت به سر می‌برند. هر دو جفت وظایف نگهداری از تخم و غذا دادن به جوجه‌ها را انجام می‌دهند. همانند بسیاری دیگر گونه‌های پرندگان دریایی، خوابیدن بر روی تخم نزدیک ۵۰ روز و غذا دادن به جوجه‌ها نزدیک ۷۰ روز ادامه پیدا می‌کنند.
بعضی گونه‌های مرغان توفان شمالی در معرض تهدید از سوی فعالیت‌های انسانی هستند. به نظر می‌رسد مرغ توفان گوادلوپ به همین دلیل منقرض شده باشد. مرغ توفان نیوزیلند منقرض فرض می‌شد، ولی در سال ۲۰۰۳ دوباره یافت شد. بیشترین خطری که این پرندگان را تهدید می‌کند، معرفی گونه‌های پستاندار مهاجم به مناطق تخم‌گذاری آن‌ها است؛ گونه‌هایی چون گربه رمیده و موش صحرایی که با خوردن تخم و جوجه‌های این پرندگان نسلشان را در خطر قرار داده‌اند.

## گونه‌ها
مرغان توفان شمالی شامل گونه‌های زیر می‌شود:
- تیره مرغان توفان شمالی (Hydrobatidae)
  - زیرخانواده اقیانوسیان
    - سرده مرغ‌های توفان اقیانوسی (Oceanites)
      - مرغ توفان ویلسون، Oceanites oceanicus
      - مرغ توفان الیوت، Oceanites gracilis
      - مرغ توفان پینکویا، Oceanites pincoyae

    - سرده Garrodia
      - مرغ توفان پشت‌خاکستری، Garrodia nereis

    - سرده Pelagodroma
      - مرغ توفان رخ‌سفید، Pelagodroma marina

    - سرده Fregetta
      - مرغ توفان شکم‌سیاه، Fregetta tropica
      - مرغ توفان شکم‌سفید، Fregetta grallaria

    - سرده Nesofregetta
      - مرغ توفان پولینزی، Nesofregetta fuliginosa

  - زیرخانواده آب‌خفاشان
    - سرده Hydrobates
      - مرغ توفان اروپایی، Hydrobates pelagicus

    - سرده اقیانوس‌روها (Oceanodroma)
      - مرغ توفان لیچ، Oceanodroma leucorhoa
      - مرغ توفان ماتسودایرا، Oceanodroma matsudairae
      - مرغ توفان کوچک، Oceanodroma microsoma
      - مرغ توفان دمگاه‌گوه‌ای، Oceanodroma tethys
      - مرغ توفان دمگاه‌نواری، Oceanodroma castro
      - مرغ توفان مونتیرو، Oceanodroma monteiroi
      - مرغ توفان سوئینهو، Oceanodroma monorhis
      - مرغ توفان گوادلوپ، Oceanodroma macrodactyla
      - مرغ توفان تریسترام، Oceanodroma tristrami
      - مرغ توفان مارکهام، Oceanodroma markhami
      - مرغ توفان سیاه، Oceanodroma melania
      - مرغ توفان خاکستری، Oceanodroma homochroa
      - مرغ توفان هرنبای، Oceanodroma hornbyi
      - مرغ توفان دم‌چنگالی، Oceanodroma furcata